# Gaujac, Gers
 Gaujac  là một xã thuộc tỉnh Gers trong vùng Occitanie tây nam nước Pháp. Xã này có độ cao trung bình 303 mét trên mực nước biển.